# نوشادغل آبان دو (مقاطعة دورة)
نوشادغل آبان دو (بالفارسية: نوشادگل آبان دو) هي قرية تقع في قسم ويسيان الريفي (مقاطعة دورة) في إيران. يقدر عدد سكانها بـ 25 نسمة .